# 第1特務旅団 (ウクライナ国家親衛隊)
ヘーチマン・ペトロー・ドロシェーンコ名称第1大統領特務旅団（ヘーチマン・ペトロー・ドロシェーンコめいしょうだい1だいとうりょうとくむりょだん、ウクライナ語: 1-ша Президентська бригада оперативного призначення імені гетьмана Петра Дорошенка «Буревій»）は、ウクライナ国家親衛隊の旅団。第1軍団隷下。第1大統領旅団、ブレヴィー旅団とも。

## 概要

### ウクライナ国内軍
1994年3月27日、ウクライナ国内軍の第7特務連隊 バルスとしてキーウ州で創設された。
2002年12月、部隊増強に伴い、第14特務旅団 バルスに改編された。
2003年3月、オメガ対テロ特殊部隊が新編された。
2013年11月、ユーロマイダンで親ロシア派のヴィクトル・ヤヌコーヴィチ大統領側で参戦した。

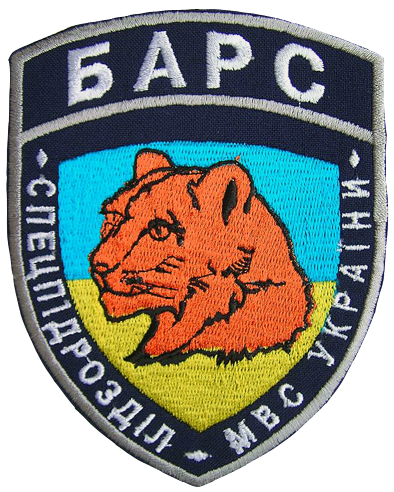
ウクライナ国内軍第14特務旅団章
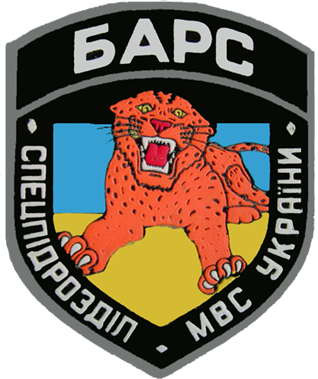
ウクライナ国内軍第14特務旅団章
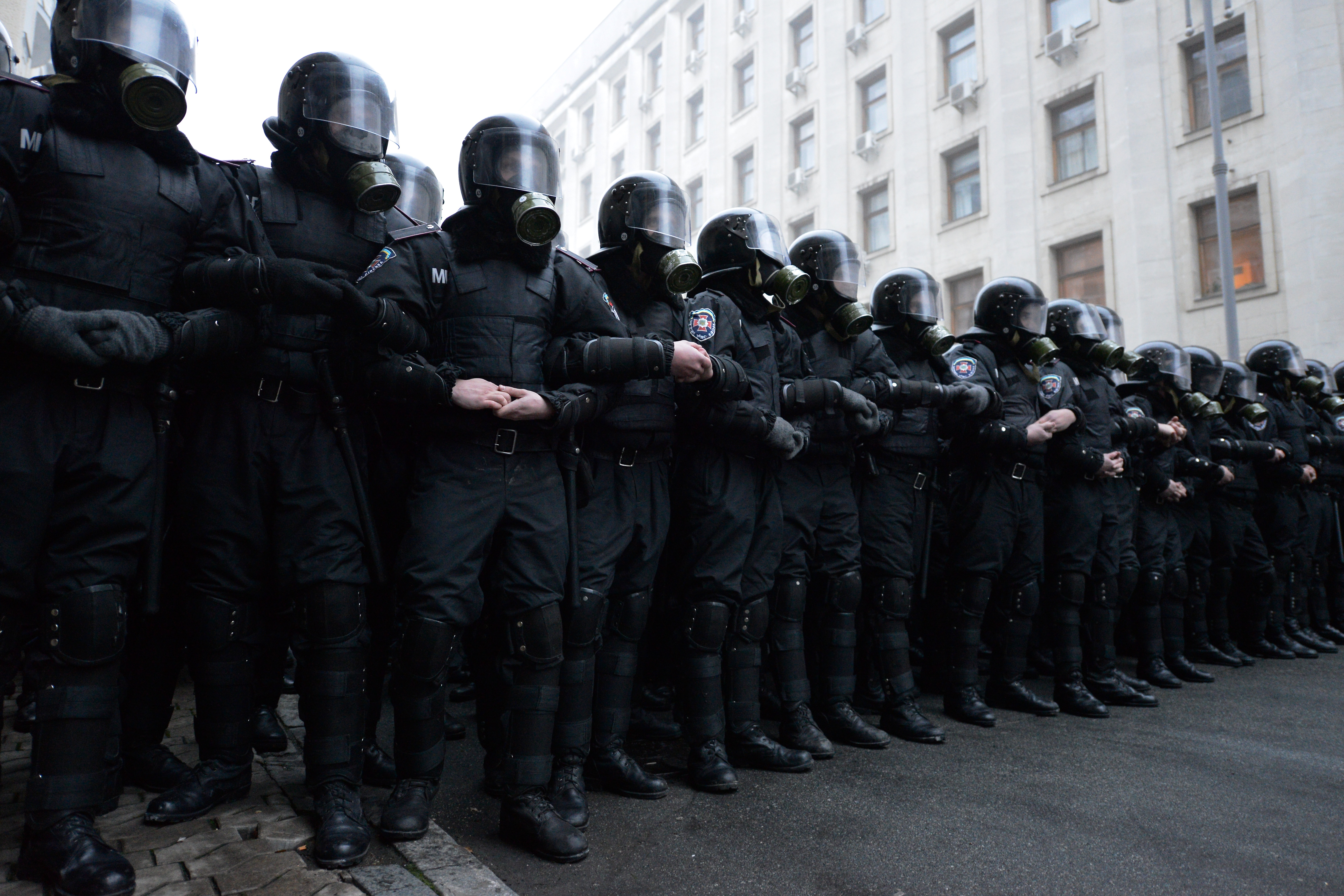
ユーロマイダンで大統領官邸を防御する様子
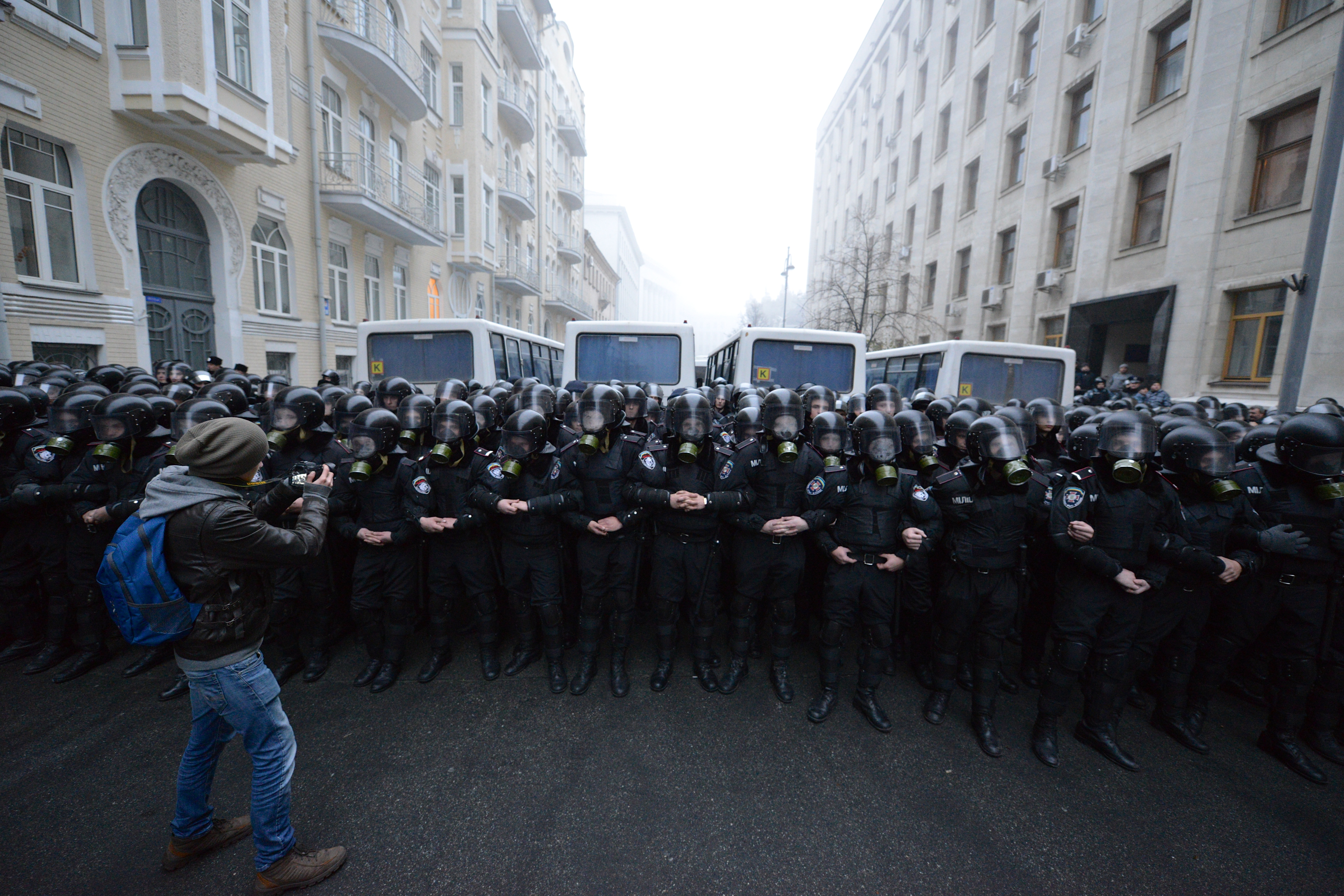
ユーロマイダンで大統領官邸を防御する様子

### ドンバス戦争

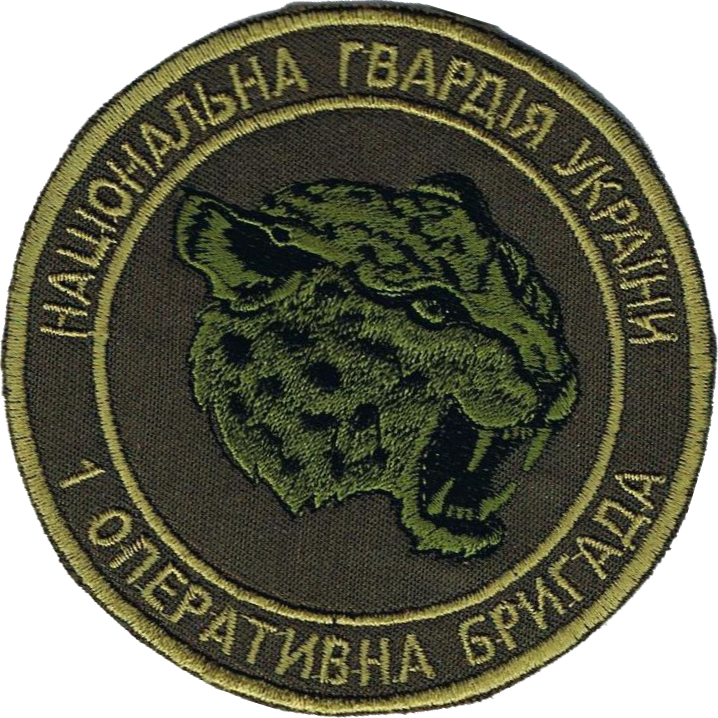
旧第1特務旅団章

2014年3月、ウクライナ国内軍の廃止で創設されたウクライナ国家親衛隊に編入した。
2014年6月からドンバス戦争で東部ドネツィク州に配備され、今度は親ウクライナ政権側で参戦し、7月に第1特務旅団に改称された。
2017年8月23日、ペトロ・ポロシェンコ大統領より、名誉称号「ペトロー・ドロシェーンコ」、「大統領」を授与された。

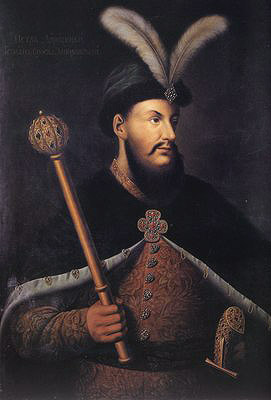
ペトロー・ドロシェーンコ

### ロシアのウクライナ侵攻

#### 北部・キーウ戦線

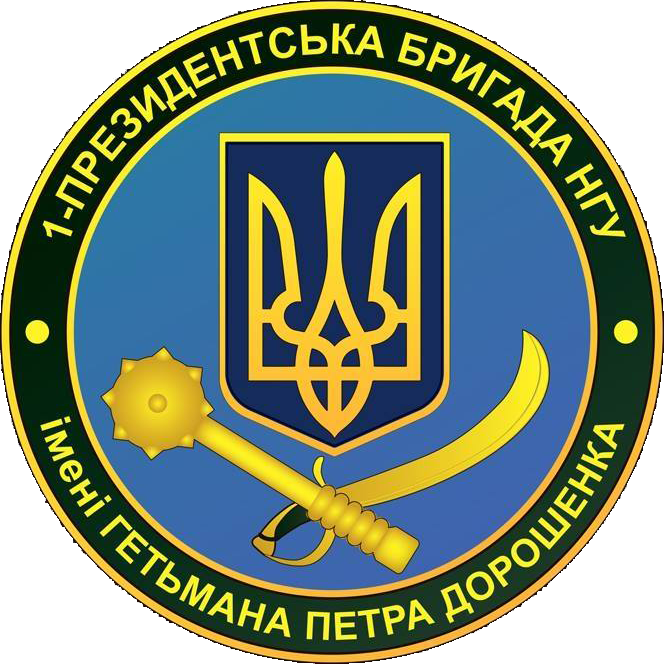
旧第1特務旅団章

2022年2月24日、ロシアのウクライナ侵攻で北部キーウ州に配備され、ホストメリ方面を防御し、4月にロシア軍はキーウ方面から撤退した。

#### 東部・セベロドネツク戦線
2022年6月、激戦地の東部ルハーンシク州セヴェロドネツィク地区に再配置され、友軍の救援でセヴェロドネツィク、リシチャンシクを防御したが、7月までに陥落した。

#### 東部・バフムート戦線
2022年11月、激戦地の東部ドネツィク州バフムート地区に再配置され、バフムート市を防御した。
2023年1月、オフェンシブ・ガード化に伴い、第1特務旅団「ブレヴィー」に改編された。
2023年6月、第27独立旅団隷下のクルチツキー大隊が配属された。

#### 東部・スヴァトヴェ-クレミンナ戦線

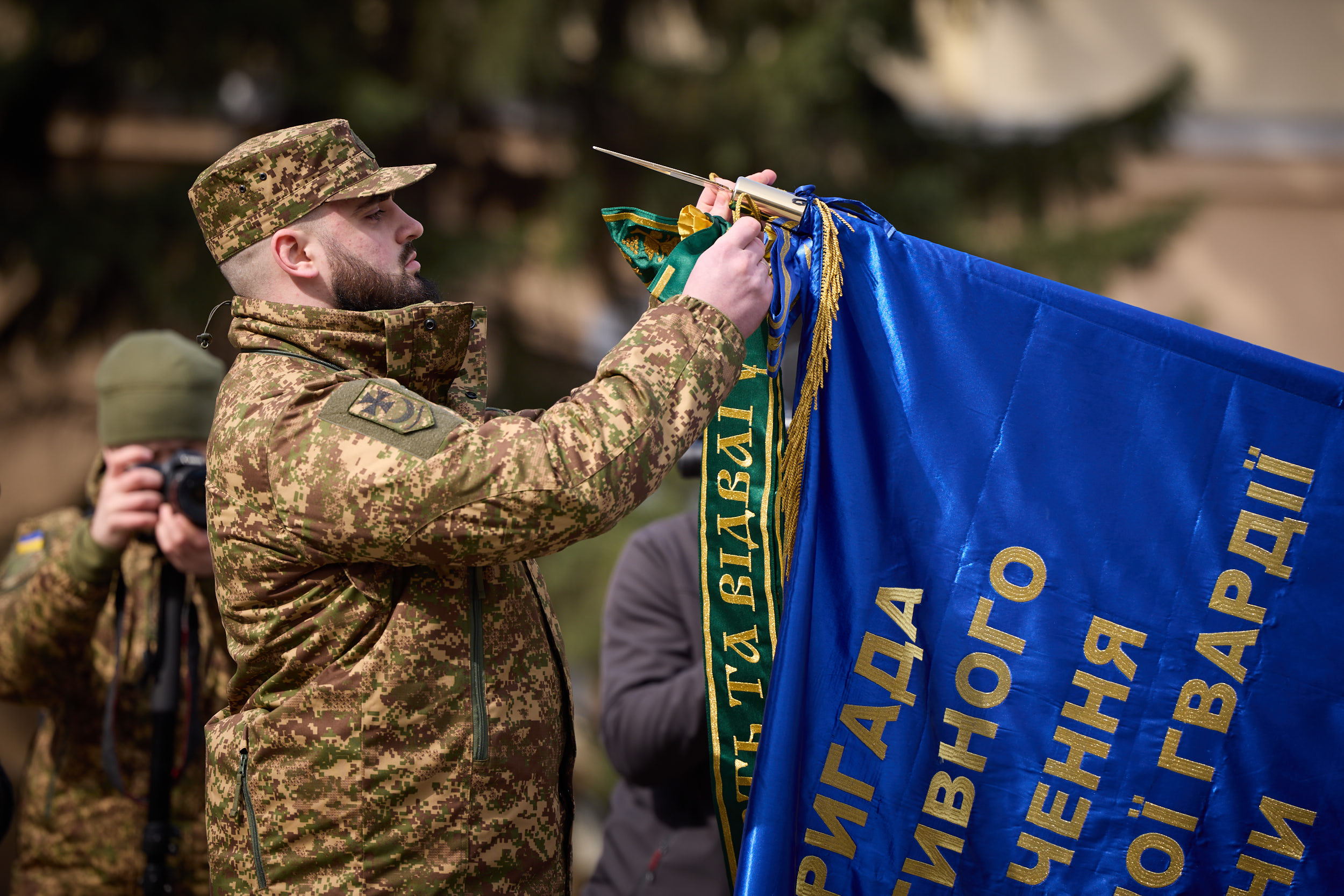
ウクライナ国家親衛隊創設10周年記念式典の様子

2023年6月、東部ルハーンシク州セヴェロドネツィク地区に再配置され、クレミンナ方面に展開した。
2024年3月26日、ウォロディミル・ゼレンスキー大統領より、勇気と勇敢さに対する栄誉賞を授与された。
2024年10月、1個特務大隊が東部ルハーンシク州スヴァトヴェ地区に再配置され、クプヤンシク方面に展開した。
2025年5月、クルチツキー大隊が第27独立旅団に移管された。

## 編制
- 旅団司令部（ヴィーシュホロド）
- 第1特務大隊
- 第2特務大隊
- 第3特務大隊
- 第4特務大隊
- 砲兵大隊
- 防空大隊
- 狙撃中隊
- 無人機大隊 コンドル